# بريان تي. باري
بريان تي. باري هو محامي في القانون وسياسي أمريكي، ولد في 26 أكتوبر 1851، وتوفي في 5 مارس 1919 في دالاس في الولايات المتحدة. انتخب عمدة دالاس، تكساس ‏ (1904 – 1907) وانتخب عمدة دالاس، تكساس ‏ (1897 – 1898) وانتخب عمدة دالاس، تكساس ‏ (1894 – 1895).